# Germaniahütte
Germaniahütte ist ein Ortsteil von Lennestadt im nordrhein-westfälischen Kreis Olpe.
Der Ort liegt direkt an der Bundesstraße 236 in dem Teilabschnitt, der von Grevenbrück nach Maumke führt. In Germaniahütte wohnten Ende Juni 2020 41 Einwohner.
Angrenzende Ortschaften sind Grevenbrück, Theten und Maumke. Die Umgebung des Ortes wird geprägt durch das Tal der Lenne, durch die auch die Eisenbahnlinie der Ruhr-Sieg-Strecke verläuft.

## Ortsentwicklung

### Die Germaniahütte als Namensgeber des Ortes
Während sich die Geschichte der meisten Ortsteile von Lennestadt anhand von Steuerregistern und/oder sonstigen Urkunden bis in das 16. Jahrhundert und früher zurückverfolgen lässt, setzte die Besiedlung des heutigen Gebiets von Germaniahütte erst Mitte des 19. Jahrhunderts ein. In einem Taufregister aus dem Jahr 1848 wird erstmals ein Wohnsitz „In den Erlen“, eine frühere Flurbezeichnung für das heutige Gebiet von Germaniahütte, erwähnt.
In der Folgezeit wurde die Entwicklung wesentlich beeinflusst durch Industrieansiedlungen. Zwecks Verlagerung eines Werkes in Würdinghausen errichtete der Unternehmer Wilhelm Bergenthal ab 1854 „bei Theten unweit von Grevenbrück“ ein neues Hüttenwerk. Wesentliche Beweggründe waren die günstige Infrastruktur nach dem Ausbau der Lennetal-Straße von Altena über Grevenbrück, Altenhundem, Welschen Ennest bis Krombach, die ausreichende Verfügbarkeit von Wasser und nicht zuletzt die sich abzeichnende Eröffnung der Ruhr-Sieg-Strecke der Bahn.
In der ersten Zeit wurde die neue Hütte „Thetener Hütte“  genannt. Wann die Umbenennung in „Germaniahütte“ erfolgte, nach der später auch die Siedlung benannt wurde, ist nicht genau bekannt. Äußerer Anlass war, dass auf dem Dach des Maschinenhauses eine „Germania-Figur“ montiert wurde, eine Frau mit stolzer Haltung, geschmückt mit einem Lorbeerkranz und der Sockelinschrift „Seid einig, einig, einig“. Eine Abbildung der Figur befindet sich heute auf einer bei Kinderschützenfesten benutzten Fahne.
Die Germaniahütte entwickelte sich zu einem für die damalige Zeit hochmodernen Hüttenwerk, dem 1885 auch ein Stahlwerk angegliedert wurde. Bei der Stahlerzeugung kamen auch der Siemens-Martin-Ofen und später das Thomas-Verfahren zum Einsatz. Im Jahr 1894 waren allein im Bereich Stahlerzeugung 63 Stahlarbeiter beschäftigt. Zu erwähnen ist, dass die Hütte über eine eigene Kokerei zur Befeuerung der Hochofen verfügte und auch einen direkten Anschluss an die Eisenbahnlinie der 1861 eröffneten Ruhr-Sieg-Strecke hatte.
Unter den Arbeitern, die beim Bau der Eisenbahn beschäftigt waren, befanden sich auch Auswärtige (u. a. aus Schlesien), von denen sich einige nahe der Hütte niederließen.
Gegen Ende der 1890er Jahre kam es in Bereichen der Germaniahütte zu Veränderungen in den Betreiber- bzw. Gesellschafterverhältnissen. Im Jahr 1898 pachteten die Brüder Otto und August Buch das zu diesem Zeitpunkt bereits geschlossene Stahlwerk und errichteten dort eine Gießerei. Die Hochofenanlagen wurden 1899 von dem Gussstahlwerk Witten übernommen. Nachdem um die Jahrhundertwende noch 60 Arbeiter mit der Verschmelzung von Eisenerz beschäftigte waren, ging die Auftragslage in der Folgezeit deutlich zurück. Das Ende für die Germaniahütte wurde für 1909 beschlossen. Hauptursache war, ebenso wie bei anderen im Kreis Olpe betriebenen Hütten, dass wegen der weiten Wege die Rohstoffe Eisenerz und Kohle nicht mehr kostengünstig beschafft werden konnten.

### Veränderung der Ortsstruktur nach Schließung der Germaniahütte
Die Versuche, Teile der Germaniahütte einer anderen Nutzung zuzuführen, konnten nicht dauerhaft verwirklicht werden. Auf dem früheren Hüttengelände befinden sich eine überregional bekannte Armaturenfabrik und ein Sägewerk. Außerdem haben sich zwischen der Eisenbahnstrecke und der Lenne ein weiteres Sägewerk mit Holzverarbeitung und direkt an der Durchgangsstraße B 236 ein Dentallabor angesiedelt. An die frühere Zeit des Hüttenbetriebes erinnert lediglich der Rest einer nicht vollständig abgebauten Halde von Hochofenschlacke aus der Eisenverhüttung.

## Eingemeindung
Bis zum 30. Juni 1969 gehörte Germaniahütte zur Gemeinde Elspe, wurde dann zum 1. Juli 1969 in die neu gegründete Stadt Lennestadt eingegliedert.

## Sonstiges
Anfang 1991 haben die Dorfgemeinschaften von Germaniahütte und Theten einen Verein für gemeinsame dörfliche Belange gegründet.

## Weblink
- Internetseite des Vereins für dörfliche Belange Germaniahütte-Theten